# Адрара Сан Мартино
Адрара Сан Мартино (итал. Adrara San Martino) је насеље у Италији у округу Бергамо, региону Ломбардија.
Према процени из 2011. у насељу је живело 1636 становника. Насеље се налази на надморској висини од 402 м.

## Становништво
Према резултатима пописа становништва 2011. у општини је живело 2.161 становника.
| 1931. | 1936. | 1951. | 1961. | 1971. | 1981. | 1991. | 2001. | 2011. |
| ----- | ----- | ----- | ----- | ----- | ----- | ----- | ----- | ----- |
| 2.527 | 2.391 | 2.266 | 1.821 | 1.552 | 1.544 | 1.689 | 1.908 | 2.161 |